# いずれ絶望という名の闇
『いずれ絶望という名の闇』（いずれぜつぼうというなのやみ、原題：DIAMANT 13）は、2009年1月21日にフランスより劇場公開された映画作品。フランス、ベルギー、ルクセンブルク合作の映画である。
オリヴィエ・マルシャルが監督・脚本を担当する三部作（『あるいは裏切りという名の犬』、『やがて復讐という名の雨』）の一作。フランスの警察の内実を描いた刑事映画である。
日本では劇場未公開。2009年12月4日にタキ・コーポレーションよりDVD（THD-19021）が発売されている。

## キャスト
| 役名       | 俳優                     | 日本語吹き替え |
| ---------- | ------------------------ | -------------- |
| マット     | ジェラール・ドパルデュー | 玄田哲章       |
| フランク   | オリヴィエ・マルシャル   | 福田信昭       |
| カルーン   | アーシア・アルジェント   | 湯屋敦子       |
| ファリダ   | アイサ・マイガ           | 小橋知子       |
| マレッティ | アンヌ・コエサン         | -              |
| ラジ       | オーレアン・ルコワン     | -              |

## スタッフ
- 監督：ジル・ベア（フランス語版）
- 原作：ユーグ・パガン（フランス語版）
- 脚本：ジル・ベア（フランス語版）、ユーグ・パガン（フランス語版）、オリヴィエ・マルシャル
- 製作：チャールズ・ジルベール（フランス語版）、マリン・カルミッツ、ナサニエル・カルミッツ（フランス語版）、パトリック・クイン（フランス語版）、クロード・ワリンゴ
- 美術：アレデリック・アスティヒ・バー
- 撮影監督：ベルナール・マルシー
- 撮影：ベルナール・マレシー
- 編集：ティエリー・ファバル
- 衣装：ドミニク・コンベルス
- 音楽：フレデリック・ヴェルシュヴァル（フランス語版）

## 関連作品
- あるいは裏切りという名の犬
- やがて復讐という名の雨